# 加藤直樹 (ベーシスト)
加藤 直樹（かとう なおき、2月13日 - ）は、日本のミュージシャン、ベーシスト。東京都出身。ビーイング所属。
1995年日本のロックバンド、ZYYGのシングル「ぜったいに　誰も」でデビュー。以後ZYYGとして2枚のアルバムを発表後、1999年解散。その後しばらく表立った活動を行っていないが、2004年に自身のHPを立ち上げている。音楽活動としては2004年にZYYG時代の盟友後藤康二と共演し、2006年2月11日のZYYGラストライブに参加した。2007年には元T-BOLANの青木和義率いる「DOGSTAR」にサポートメンバーとして加入した。2019年4月1日ZYYG再始動として復活を遂げる。

## 来歴
- 1995年 - 福岡県久留米市で行われたZYYGのシークレットライブにサポートとして参加。ライブ後、メンバー総意の元ZYYGに正式に加入。
- 1995年6月26日 - デビュー作となるシングル「ぜったいに　誰も」リリース。オリコン最高3位を記録。
- 1999年 - ZYYG解散。
- 2004年 - 自身のHP「BlueFish Sound Studio」を立ち上げる。
- 2004年5月20日 - 「響子Special Guest ck510」ライブにてZYYG解散後、後藤康二と初共演。後藤の招聘によるもの。
- 2006年2月11日 - 高山征輝、後藤康二、藤本健一と共にZYYGラストライブ「LIVE ROCKIN' HIGH Final-ONE AND ONLY MEMORIES-」に参加。
- 2007年 - 元T-BOLANの青木和義がリーダーのロックバンドDOG STARにサポートベーシストとして加入。
- 2019年4月1日 - ZYYG再結成を発表。7月14日と21日に復活ライブ「LIVE ROCKIN' HIGH～Dreamers～」を実施。
- 2019年12月7日 - ZYYG初のファンミーティング「Trouble Beats Meeting Party vol.01」を開催。
- 2020年2月22日 - 「LIVE ROCKIN' HIGH 2020 ～ALIVE～」を実施。
- 2021年4月27日 - ZYYG初！！配信ライブ「ZYYG～Trouble Beats Meeting Party Online vol.01～」を配信。
- 2021年5月22日 - ZYYG 2021 RECORDING SESSIONS DOCUMENTARY FILM&CLIPS「PAST,NOW・・・ and FUTURE」前編 UP！(YouTube)
- 2021年7月29日 - ZYYG 2021 RECORDING SESSIONS DOCUMENTARY FILM&CLIPS「PAST,NOW・・・ and FUTURE」後編 UP！(YouTube)

## 人物
- ベースと並ぶほどの趣味として「釣り」があり、FCの会報や自身のHPでも釣果レポートや魚拓を披露している。
- 少年時代は剣道に勤しみ、2段。

## 音楽性
- スティーヴ・ハリス、ポール・マッカートニー等をフェイバリットミュージシャンに挙げている。
- 14歳頃からベースを始める。最初に買ったベースはグレコのリッケンバッカーモデル。
- ライブではSpectorのベースをメインに使用。レコーディングではWarwick、ATELIER Z等を使用している。
- ZYYG時代は松井常松と並ぶダウンピッキング奏者だった。
- ZYYG以外の場ではダウンピッキング以外の奏法も披露している（「Something」のギターソロに至る前のソロ等）

## 参加バンド
- ZYYG
- 響子 Special Guest ck510
- DOG STAR